# Loudetia lanata
Loudetia lanata là một loài thực vật có hoa trong họ Hòa thảo. Loài này được (Stent & J.M.Rattray) C.E.Hubb. mô tả khoa học đầu tiên năm 1934.